# Pierre Clastres
Pour les articles homonymes, voir Clastres.
Pierre Clastres, né le 17 mai 1934 à Paris 14e et mort accidentellement le 29 juillet 1977 à Gabriac en Lozère, est un ethnologue et anthropologue français.
Chercheur au Centre national de la recherche scientifique (CNRS), membre du Laboratoire d’anthropologie sociale et enseignant à l'École pratique des hautes études, il est considéré comme un penseur libertaire et/ou anarchiste.
Clastres effectue des recherches en Amérique du Sud sur les sociétés autochtones de la forêt tropicale, où il séjourne auprès de certaines d'entre elles (notamment les Javaés et les Yanomami). Outre la description et l'analyse de l'organisation sociale de ces sociétés (particulièrement les Guayaki et les Chulupi), il s'intéresse aux mythologies des peuples autochtones qu'il étudie (comme celle des Guarani) et il réfléchit sur leur usage du langage. Enfin, sur un plan plus théorique, il critique les présupposés et les impensés de l'ethnologie et de l'anthropologie politique.
Ses livres les plus connus, Chronique des Indiens Guayaki et La Société contre l'État, offrent deux approches différentes de ce terrain sud-américain : le premier, proprement ethnographique, décrit en détail la société de chasseurs nomades Aché ; le second, plus anthropologique, élabore une réflexion sur le pouvoir politique en étudiant comment certaines sociétés autochtones sud-américaines décident de ne pas instituer l'État.
Revenu du terrain sud-américain, Clastres observe en ethnologue et en anthropologue celui où il est né : la société occidentale. D'une part, il critique certains travers de sa société, comme le rapport au langage, la conception de la guerre et la pratique de l'ethnocide. D'autre part, il avance une thèse sur les « sociétés primitives » (des sociétés indivisées où est institué un pouvoir politique non coercitif) dont le corollaire s'applique aux sociétés occidentales : des sociétés divisées en « dirigeants/citoyens » où est institué un pouvoir politique coercitif exercé par « l'État ».
L'accueil et la critique des recherches et des travaux de Clastres se focalisent majoritairement sur cette thèse. En effet, bien que Chronique des Indiens Guayaki fasse partie des succès littéraires de la collection « Terre humaine » (aux côtés de Tristes tropiques de Claude Lévi-Strauss, de Lances du crépuscule de Philippe Descola et de La chute du ciel de Davi Kopenawa), c'est l'idée avancée dans son livre La Société contre l'État qui retient l'attention des commentateurs.
Ainsi la réception, l'influence et la postérité de l'œuvre de Pierre Clastres gravitent autour de l'idée élaborée dans son opus magnum : si, comme le montrent les découvertes ethnographiques, il existe des sociétés qui instituent un pouvoir politique non coercitif, alors, d'une part le pouvoir politique n'est pas par essence coercitif et, d'autre part, l'institution d'un pouvoir politique coercitif n'est ni une nécessité ni une fatalité. Pour le dire autrement : l'État n'est pas le destin politique de l'Occident, il est possible d'instaurer la liberté et l'égalité politiques. Contestée ou réfutée par des ethnologues et des anthropologues, discutée par des historiens et des sociologues, disputée par des philosophes et des politologues, cette idée influence des chercheurs en sciences humaines et sociales et des penseurs appartenant au courant de l'anthropologie anarchiste, enfin, elle inspire une nouvelle génération d'ethnologues sud-américains et des milieux politiques.

## Biographie

### Formations, titres et postes
Pierre Clastres naît le 17 mai 1934 dans le 14e arrondissement de Paris,. Licencié ès Lettres en 1957, il obtient un Diplôme d'études supérieures de philosophie en 1958 ; durant son cursus François Châtelet est son professeur et il assiste à des cours de Gilles Deleuze.
Par la suite, en compagnie d'Alfred Adler, de Michel Cartry et de Lucien Sebag, Clastres change de cursus et suit des cours d'ethnologie et d'anthropologie de 1958 à 1963 ; Alfred Métraux est son professeur et il assiste aux cours de Claude Lévi-Strauss au Collège de France. Se remémorant l’année 1956, Adler déclare : « On découvre Tristes Tropiques. Je me souviens de Pierre Clastres, fou de Tristes Tropiques, qu'il a lu quatre ou cinq fois. » Lorsque ces quatre étudiants doivent partir sur le terrain afin de compléter leur formation d'ethnologues, Adler et Cartry choisissent l'Afrique, Sebag et Clastres choisissent l’Amérique du Sud. Adler se rappelle : « On ne trouve les vrais primitifs qu’en Amérique latine, disait-on pour plaisanter. »
En 1965, Clastres obtient le titre de docteur en ethnologie avec une thèse de 3e cycle intitulée « La vie sociale d'une tribu nomade : les Indiens Guayaki du Paraguay ». Clastres a commencé sa thèse sous la direction de Alfred Métraux et après la mort de celui-ci il la termine sous tutelle de Claude Lévi-Strauss,. Cette thèse est issue de son travail de terrain auprès des Guayaki durant l'année 1963 (un travail de terrain auxquels participent Lucien Sebag et Hélène Clastres,). De cette thèse sont issues plusieurs articles sur la société guayaki, comme « L'arc et la panier » (1966), ainsi que l'ouvrage paru en 1972 dans la collection « Terre humaine » : Chronique des Indiens Guayaki. Ce que savent les Achés, chasseurs nomades du Paraguay.

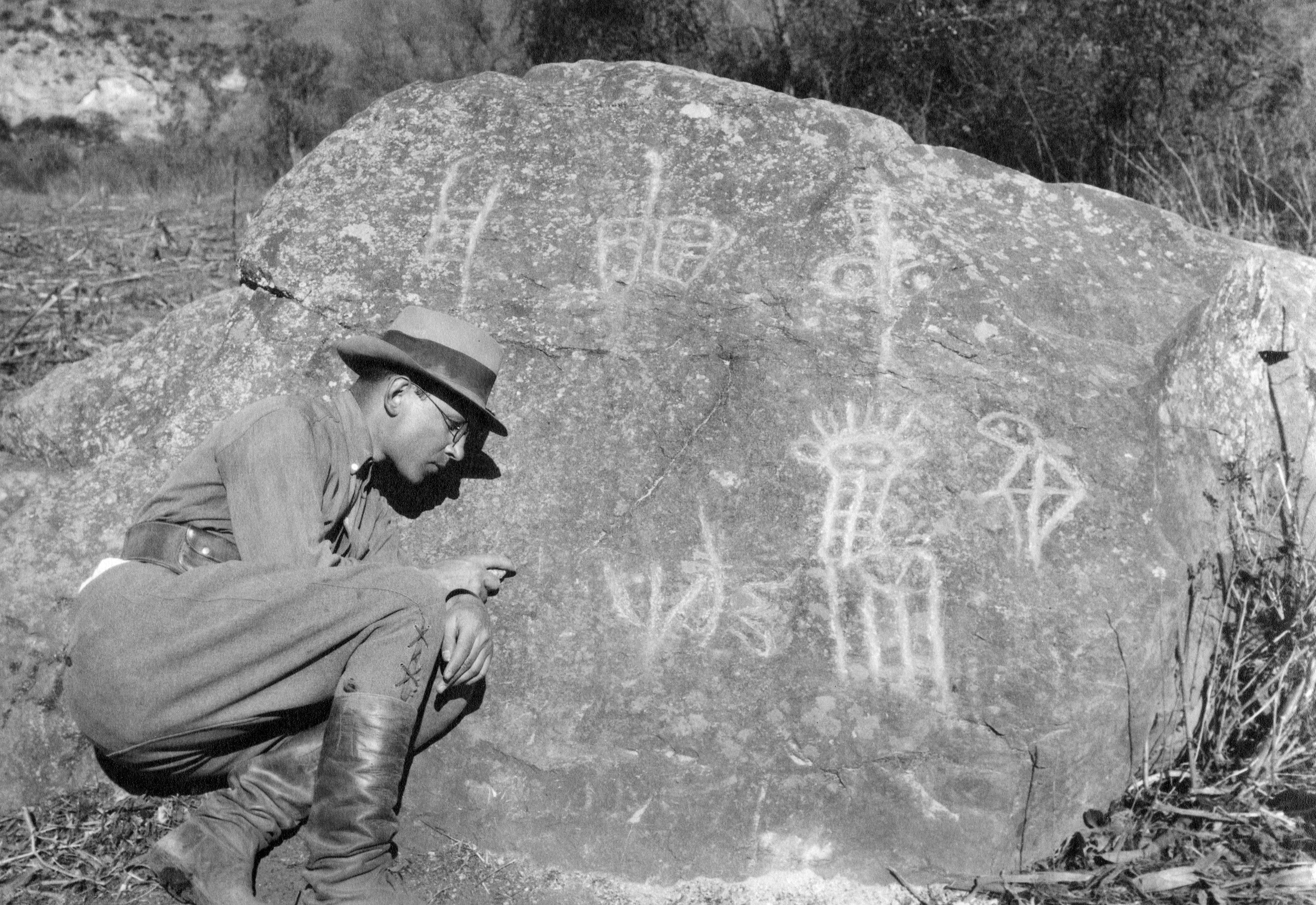
Portrait photographique d'Alfred Métraux à Candelaria (Argentine) en juillet 1932. Métraux fut le professeur de Clastres.

De 1961 à 1975, Clastres est chercheur au CNRS, rattaché au Laboratoire d’anthropologie sociale créé et dirigé par Claude Lévi-Strauss. À partir de 1971-1972, il est chargé de cours à la Ve section de l'École pratique des hautes études (ÉPHÉ) où, notamment, il s'occupe de former les étudiants à l'anthropologie politique. Philippe Descola se remémore ces cours : « je garde de lui le souvenir d'un interlocuteur plutôt abrupt, peu enclin à discuter ses idées avec les étudiants frondeurs que nous étions à l'époque. »
Sinon, du mois de mars au mois de mai 1966 et du mois d'avril au mois de juillet 1974, il enseigne à l'Université de São Paulo au Brésil. Enfin, à compter du 1er octobre 1975 Clastres est élu directeur d'études de la chaire « Religions et sociétés de l'Amérique du Sud » à l'ÉPHÉ (d'après Miguel Abensour et Marcel Gauchet, il y tient un séminaire de qualité mais qui attire peu de monde).

### Travail de terrain
Pierre Clastres est un « américaniste », c'est-à-dire que ses recherches et son travail de terrain se font en Amérique, précisément l'Amérique du Sud. Peu intéressé par l'empire Inca et par les sociétés dont l'organisation politique se rapproche d'une forme étatique, il s'intéresse plutôt aux sociétés d'Amazonie, aux peuples de la forêt et des terres basses (ce qui le rattache à une aire géographique et à un champ d'études nommés « américanisme tropical »). Voici les missions qu'il effectue :
| \| 6 3 5 7 1 2 4 AMÉRIQUE DU SUD \| |
| 6 3 5 7 1 2 4 AMÉRIQUE DU SUD       |

| 6 3 5 7 1 2 4 AMÉRIQUE DU SUD |

1. De janvier à décembre 1963, il passe une année auprès des Indiens Guayaki au Paraguay. Cette année, Pierre et Hélène Clastres ainsi que Lucien Sebag accompagnent le médecin américain Carleton Gajdusek dans une tournée dans le Chaco paraguayen et visitent divers villages guarani, ñandeva, nivacle, manjui, enlhet et ayoreo[10],[5].
2. En 1965, toujours au Paraguay, après une tentative infructueuse de rencontrer des groupes guayaki du Nord encore inconnus, il séjourne auprès des Indiens Guarani Chiripa grâce à León Cadogan avec lequel il entretient une profonde amitié (et dont il préface le Diccionario Guayaki-Español[PC 4])
3. Fin 1965 et début 1966 au Brésil, il visite les Javaés du Haut Xingu puis il effectue un court séjour chez les Guarani du littoral de São Paulo
4. À l'été 1966, de retour au Paraguay, il séjourne brièvement chez des Mbya-Guarani
5. Par deux fois, en 1966 (de juin à octobre) et en 1968 (de juin à septembre), il visite les Indiens Chulupi qui vivent dans le Chaco au Paraguay
6. En 1970 et 1971, au Venezuela, il accompagne Jacques Lizot chez les Indiens Yanomami
7. Enfin, en 1974, il rencontre des Indiens Guarani au Brésil, des descendants des rescapés d'une des dernières migrations religieuses remontant au début du XXe siècle et provenant du Paraguay[B 21],[B 22].

Clastres ramène de ses missions de nombreux artefacts (arcs, flèches, vanneries, etc.) qui sont conservés au Musée du Quai Branly. Aussi, il rapporte des enregistrements sonores qui sont conservés à l'Institut mémoires de l'édition contemporaine, ainsi que des photographies qui sont conservées au Musée du Quai Branly, au Laboratoire d’anthropologie sociale et à la Bibliothèque nationale de France (sur le site Richelieu).
À ce travail de terrain il faut ajouter la fréquentation continue des récits et des textes de nombreux explorateurs, missionnaires, voyageurs, soldats, etc., que Clastres regroupent généralement sous le nom de « chroniqueurs »,. Dans ceux-ci, Clastres trouve des informations qui l'aident à comprendre les sociétés qu'il étudie,. Et c'est dans certains de ces textes qu'il découvre pour la première fois des peuples qu'il rencontre par la suite : les Guarani et les Guayaki.

### Parcours intellectuel
Dans sa jeunesse, Pierre Clastres fait la connaissance de Félix Guattari lorsqu'il milite à l’Union des étudiants communistes (UEC) au côté de Lucien Sebag, Michel Cartry et Alfred Adler. Dans un article consacré à Cartry, Adler évoque le tempérament d'alors de Clastres : « un bagarreur qui avait le goût de l’aventure (mais il ignorait encore laquelle serait la sienne) et était encore tout fier de son ascendance paysanne plongeant ses racines au cœur des Pyrénées ariégeoise. » Lorsque la révolution hongroise de 1956 éclate, Adler, Cartry, Clastres et Sebag quittent l'UEC.
Lors du séjour de Marshall Sahlins au Laboratoire d’anthropologie sociale (1967-1969), Clastres déjeune avec lui couramment : ils discutent des « dernières données scientifiques et [de] la question de savoir si la société [est] mûre pour la révolution. » Selon Bento Prado Junior lors de Mai 68 Clastres, accompagné de Sahlins, est « occupé à construire des barricades sur les boulevards de Paris. »
C'est dans la revue L'Homme fondée par Claude Lévi-Strauss que Clastres publie la plupart de ses articles. À la suite de polémiques autour du structuralisme, et, surtout, après l'envoi d'une lettre véhémente à un collègue sur du papier à en-tête du Laboratoire d'anthropologie sociale,, Lévi-Strauss congédie Clastres du Laboratoire en 1974. En conséquence Clastres cesse de collaborer à L'Homme et, dorénavant, il publie ses recherches dans différentes revues qui accueillent des articles sur des sujets principalement politiques et philosophiques, dont Interrogations et Textures.

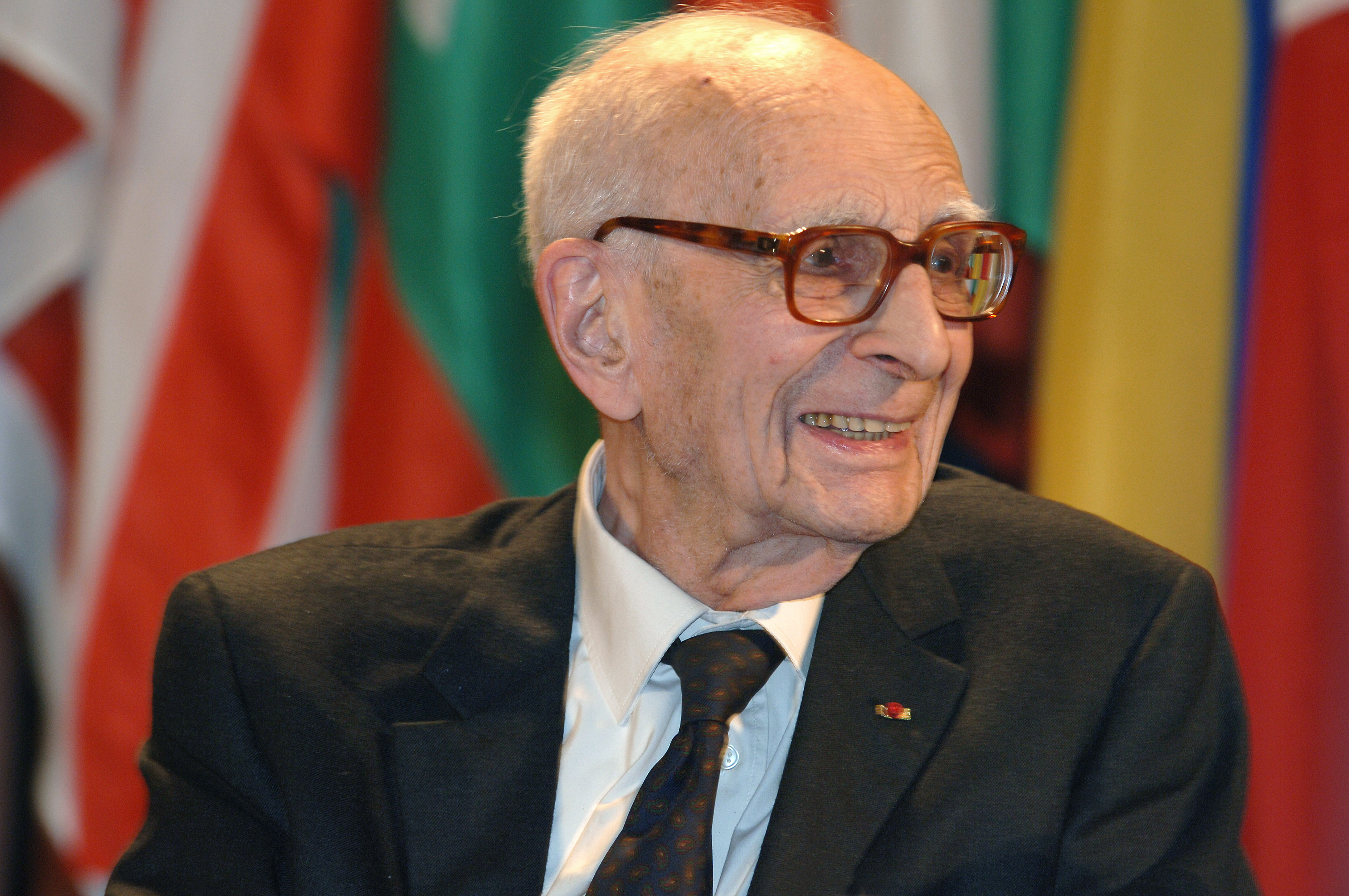
Portrait photographique de Claude Lévi-Strauss à l'UNESCO en 2005. Lévi-Strauss fut le directeur de thèse de Clastres.

Il se rapproche alors de philosophes dont les recherches portent sur la politique, des personnes animant le courant antitotalitaire qu'il avait déjà croisées : Cornelius Castoriadis et Claude Lefort (fondateurs et animateurs du groupe et de la revue Socialisme ou barbarie), Miguel Abensour et Marcel Gauchet (avec lesquels il collabore pour une édition du Discours de la servitude volontaire d'Étienne de La Boétie,). Avec eux, plus Maurice Luciani, il participe à la création de la revue Libre dont les deux premiers numéros paraissent en 1977,,.
Au cours des années 1974-1977, dans le prolongement des controverses autour du structuralisme puis de son livre La Société contre l'État, Clastres débat avec différents auteurs dont Pierre Birnbaum, il réitère ses critiques contre le structuralisme,, et il polémique contre une approche de l'ethnologie dénommée « anthropologie marxiste » (notamment les travaux de Claude Meillassoux et ceux de Maurice Godelier),.

### Décès
Pierre Clastres décède lors d'un accident de voiture, le 27 juillet 1977  à Gabriac,. Robert Maggiori suppute : « On ne sait pas ce qui s'est passé sur cette route tortueuse de Lozère, [...]. Sans doute a-t-il perdu le contrôle de sa direction, et versé la voiture au flanc de la montagne. »

#### Une œuvre inachevée
De son vivant, Clastres a été l'auteur d'une thèse non publiée, d'une trentaine d'articles et de trois livres ; mort accidentellement, il laisse derrière lui une œuvre inachevée,,, : des textes non regroupés en volume et des textes inédits, des matériaux non publiés tels que des notes de travail, des journaux de terrain ou des plans d'ouvrages.

### Vie privée
Pierre Clastres partage sa vie avec l'anthropologue Hélène Clastres,.

## Recherches et travaux

### Clastres ethnologue: rencontrer d’autres hommes, penser l'existence sociale

#### Au contact de sociétés sud-américaines
Pierre Clastres aborde les sociétés auprès desquelles il séjourne selon différents angles : il cherche à saisir l'organisation sociale de chaque société, il étudie une ou plusieurs singularités qui retiennent son attention, il tente de repérer des régularités sociologiques.

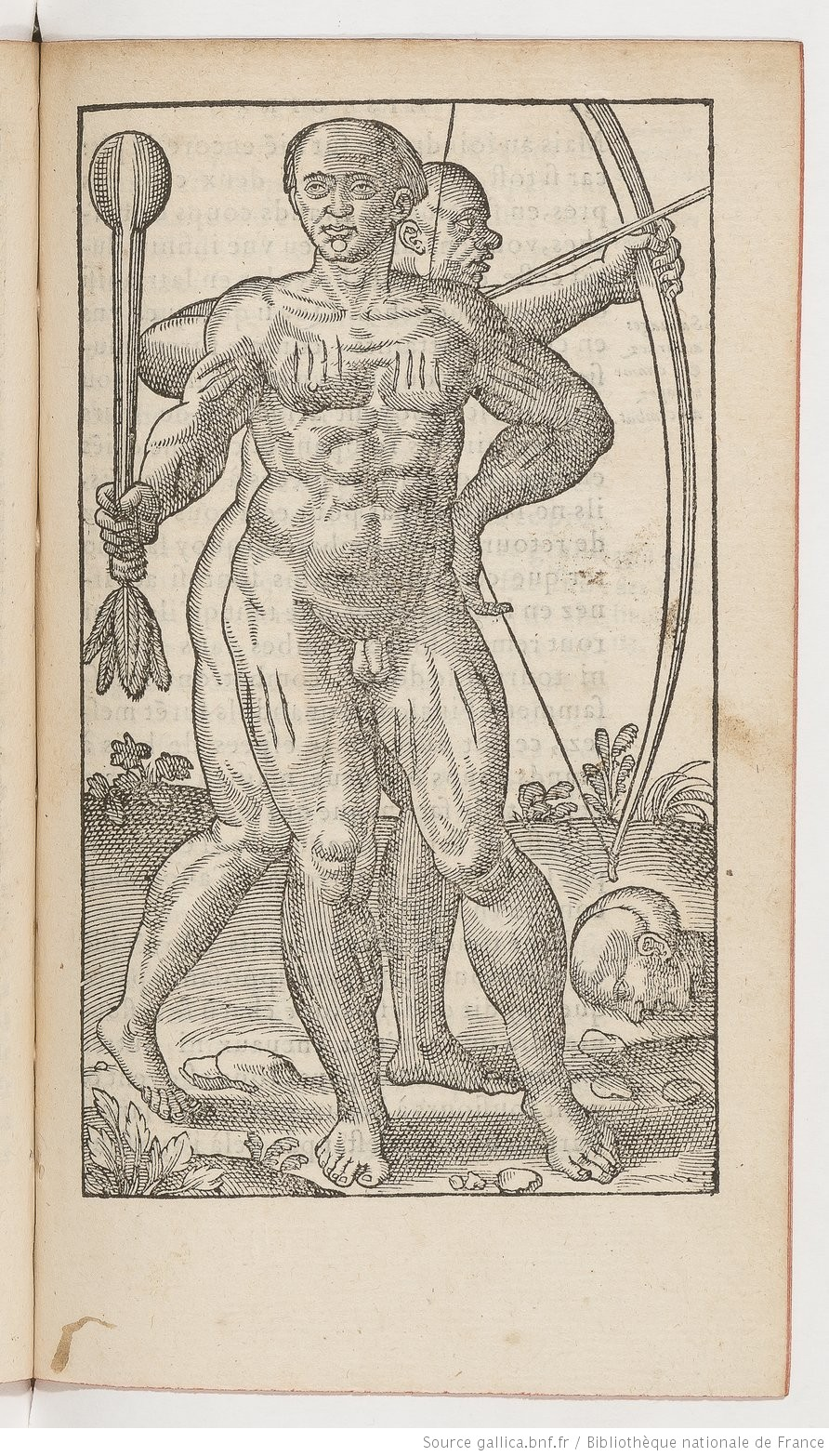
Reproduction numérique d'une gravure représentant des guerriers Tupinamba, à la page 231 du livre de Jean de Léry Histoire d'un voyage fait en la terre du Brésil, autrement dite Amérique.

Sur son premier terrain chez les Guayaki, parmi les différentes dimensions de l'organisation sociale, l'économie de cette société l'interroge : les Guayaki sont-ils des chasseurs-cueilleurs depuis toujours ou le sont-ils devenus par nécessité ou par accident ? Clastres pense qu'ils ont perdu leurs connaissances et leurs pratiques agricoles. Chez les Chulupi, c'est la place du guerrier dans une société où la guerre est au cœur de la dynamique sociale et politique qu'il analyse (risque de division, place des femmes…). Chez les Yanomami, ce sont les liens entre les différents groupes qui l'intéressent (alliances, échanges, guerres…).
Sinon, sur ses différents terrains Clastres observe des singularités, comme l'anthropophagie . Remarquant différentes pratiques et conceptions de celle-ci, il propose d'opérer une distinction : d'une part l'« endocannibalisme » pratiqué par les Guayaki, les Yanomami et les Yanoama, où les morts de la communauté sont consommés afin d'empêcher les âmes des défunts de nuire aux vivants ; d'autre part l'« exocannibalisme » pratiqué par les Tupis-Guaranis et les Karibs, où les guerriers ennemis capturés sont exécutés et mangés rituellement (après avoir vécu parmi leurs ravisseurs) afin que leurs forces augmentent celles de leurs gourmets.
Enfin Clastres cherche à repérer des traits sociologiques qui, appréhendés avec du recul, lui permettraient de formuler des thèses plus générales ; par exemple : sur le mode de production dans les « sociétés primitives ». S'appuyant sur son travail de terrain, ainsi que sur les travaux de Marshall Sahlins et les données de Jacques Lizot, Clastres rejoint leurs conclusions quand ceux-ci soutiennent que les sociétés des peuples premiers sont des sociétés d'abondance et de loisirs, et non des sociétés ayant une économie de subsistance. Plus encore, d'après Clastres les « sociétés primitives » seraient des sociétés qui refusent l'économie, c'est-à-dire : des sociétés dont l'activité économique n'est pas organisée comme une économie de marché,.
Pour Clastres le terrain ne consiste pas seulement à étudier des faits, c'est-à-dire des actions ainsi que des réalités matérielles et physiques ; ces faits, il faut les rapporter à des réalités symboliques aux effets bien réels, à savoir des mythes et des paroles.

#### Retranscrire des mythes, approcher des paroles
Clastres effectue des recherches sur les mythologies des peuples auprès desquels il séjourne (constitution de corpus, traduction et interprétation). Aussi, il s'intéresse de près à l'usage de la parole dans ces sociétés, notamment aux effets qu'une parole peut avoir lorsqu'elle est prononcée.
Pour analyser les corpus de mythes qu'il recueille, Clastres recourt à la méthode d'interprétation inventée par Claude Lévi-Strauss : l'analyse structurale. Toutefois, Clastres estime que cette méthode structuraliste ne permet pas d'explorer toute la richesse et la profondeur des mythes, tout particulièrement leur dimension politique. Par ailleurs, comme dans son article « De quoi rient les Indiens ? », il considère que cette méthode manque la dimension humoristique de certains mythes et leurs effets cathartiques,. Aussi, il s'intéresse aux réflexions des peuples premiers sur leurs propres mythes et mythologies : Clastres écoute les chamans Guarani qui, lorsqu'ils récitent leurs mythes, accompagnent ces récitations de réflexions sur ceux-ci,. Pierre Clastres s'éloigne néanmoins de l'analyse structurale des mythes. Pour lui, les mythes pensent la société :  « ils sont le discours de la société primitive sur elle-même ». Ainsi le rappelle l'analyse de ses traductions de chants guarani qui explique que Clastres cherche à faire des mythes des guarani contemporains l’écho du discours prophétique précolombien et faire ainsi de Le Grand Parler une pièce dans l’édifice théorique de Clastres : la machine prophétique.
Outre la mythologie, Clastres étudie l'usage qu'il est fait de la parole dans ces sociétés car, selon les occasions, telle parole peut entraîner certains effets. Par exemple, les karai (les prophètes) Tupi-Guarani récitent les mythes de leur société mais, parfois, ils entraînent leur peuple dans des migrations vers la « Terre sans Mal » : ainsi leur parole peut être soit simple répétition et reconduction des traditions de la société, soit bouleversement complet de ladite société. L'autre exemple est celui des chefs : comme les karai, ils parlent au nom de leur société ; cependant selon Clastres leur usage de la parole est sans effet : tout chef a le devoir de parler parce qu'il doit des paroles à sa société (sa prise de parole est un dû parce qu'il doit sa position de chef à sa société),. Pour le dire autrement, sa parole est sans effet car il dit (et rappelle) ce que chacun des membres de la communauté sait déjà, les lois et les coutumes, et car personne ne lui obéirait s'il songeait à donner des ordres, et non à rappeler les lois et les coutumes de la société.
Pour recueillir des mythes et des paroles, collecter des données et des artéfacts, Clastres questionne les personnes des sociétés qu'il étudie. Ce faisant, il se pose des questions sur ses méthodes et ses pratiques : il prend alors du recul sur son travail d'ethnologue, ainsi que sur sa discipline.

#### Réflexivité et critiques envers les présupposés de l'ethnologie et l'anthropologie
De retour du terrain, Clastres interroge non seulement les méthodes et les pratiques auxquelles il a été formé, mais aussi ses disciplines : l'ethnologie et l'anthropologie. Dans les théories contemporaines (c.-à-d. années 1960-1970), Clastres identifie plusieurs points aveugles qu'il entend éclairer : le positivisme, l'ethnocentrisme et, plus insidieuse, la raison occidentale.

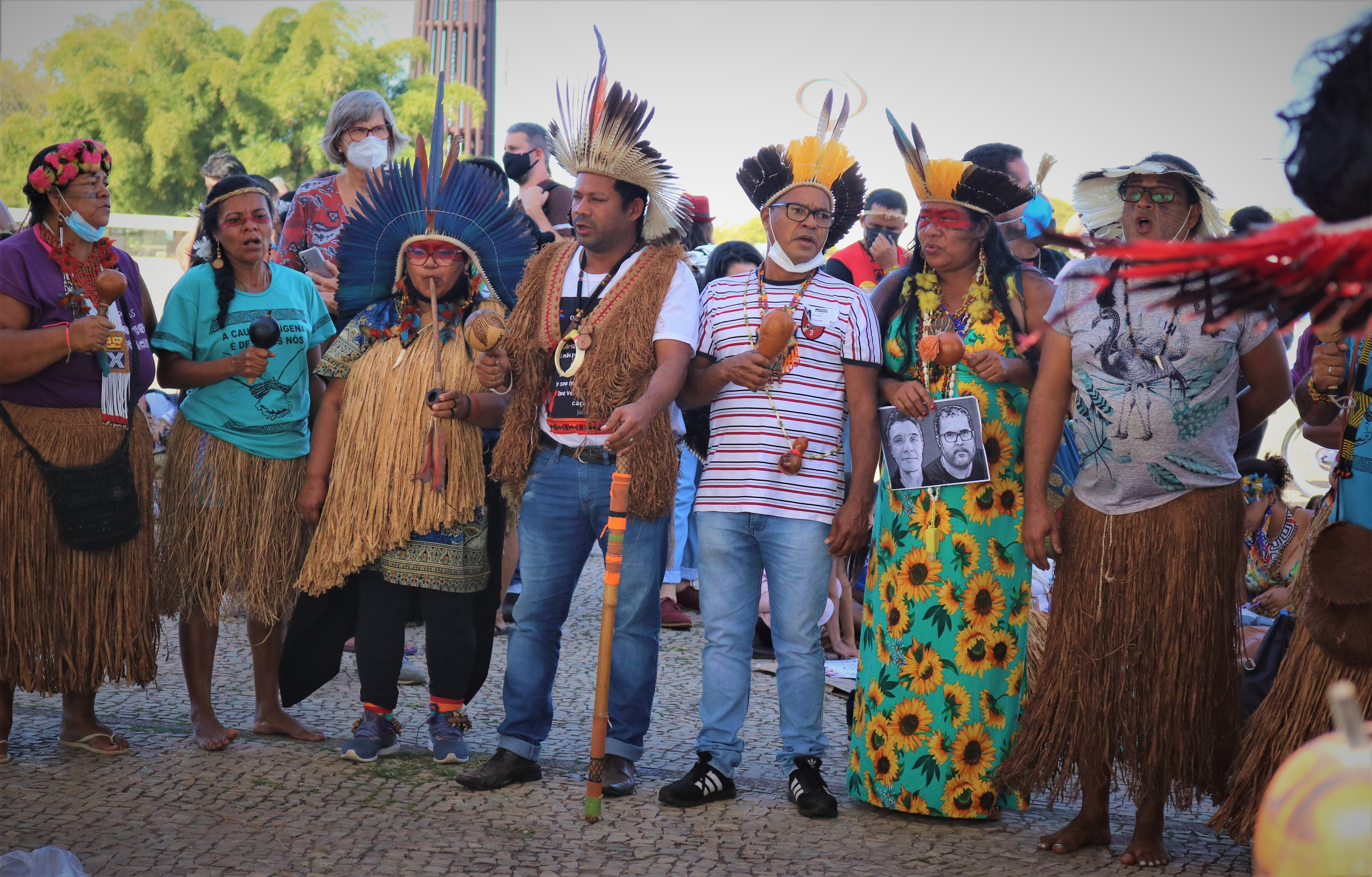
Photographie de plusieurs représentants de peuples indigènes du Brésil (Terena, Kaingang, Tuxá, Xokleng, Tupinamba, Karapó, Guarani Nhandeva et Kaiowá, Takaywrá, Cinta Larga, Karipuna, Tucano, Macuxi, Wapishana, Taurepang, Mura et Marubo), lors d'un rassemblement contre la politique anti-indigènes du président Jair Bolsonaro au mois de juin 2022.

Le positivisme, Clastres le voit dans l'évolutionnisme, une théorie qui ne questionne pas ses présupposés. Selon cette théorie, toute société évolue d'un point initial jusqu'à atteindre un stade plus élevé. Les peuples premiers seraient alors identiques aux premières sociétés humaines et les sociétés occidentales seraient l'aboutissement de l'évolution de toute société,. Or, il n'en va pas ainsi : à l'instar des sociétés occidentales les sociétés des peuples premiers ont une origine, une histoire et elles poursuivent, chacune, leur propre trajectoire.
L'ethnocentrisme, Clastres le repère dans la difficulté à vouloir connaître et étudier les peuples premiers dans leur pleine et entière singularité. L'ethnocentrisme occidental visé par Clastres se distingue non seulement par le fait de caractériser négativement toutes les sociétés des peuples premiers selon des critères occidentaux (sans État, sans économie, sans histoire, sans écriture, etc.),, mais surtout par la certitude d'être fondé scientifiquement, d'être objectif et rationnel. Pour le dire autrement : l'ethnologie et l'anthropologie jugent et jaugent les « sociétés primitives » à l'aune de critères occidentaux qui ne sont pas universels (c.-à-d. : toutes les sociétés humaines n'instituent pas nécessairement un État, une économie de marché, une forme d'écriture, etc.).
Par « raison occidentale », Clastres entend l'impossibilité pour la civilisation occidentale de tolérer l'existence d'autres sociétés ; qui, dès lors, sont renvoyées dans le domaine de la déraison. D'après lui, la civilisation occidentale ne dialogue pas avec les sociétés autres : soit elle les acculture, soit elle les anéantit. Néanmoins Clastres avance que l'ethnologie, en renouvelant son langage, pourrait permettre de dialoguer avec les peuples premiers.
Enfin, plus dramatiquement, Clastres s'inquiète de la disparition prochaine de son objet d'étude : les « sociétés primitives ». Comme Claude Lévi-Strauss, il est persuadé que toutes les sociétés de peuples premiers sont condamnées à périr,.

### Clastres anthropologue: découvrir d'autres sociétés, penser le politique

#### Le chef, le pouvoir politique, la non-coercition
Un article sur la chefferie indienne lance les réflexions de Pierre Clastres autour du pouvoir politique ; outre l'affirmation que les chefs dans les « sociétés primitives » sont sans pouvoir, il soutient que les « sociétés sans État » (ou « primitives »/acéphales) sont bien des sociétés politiques.

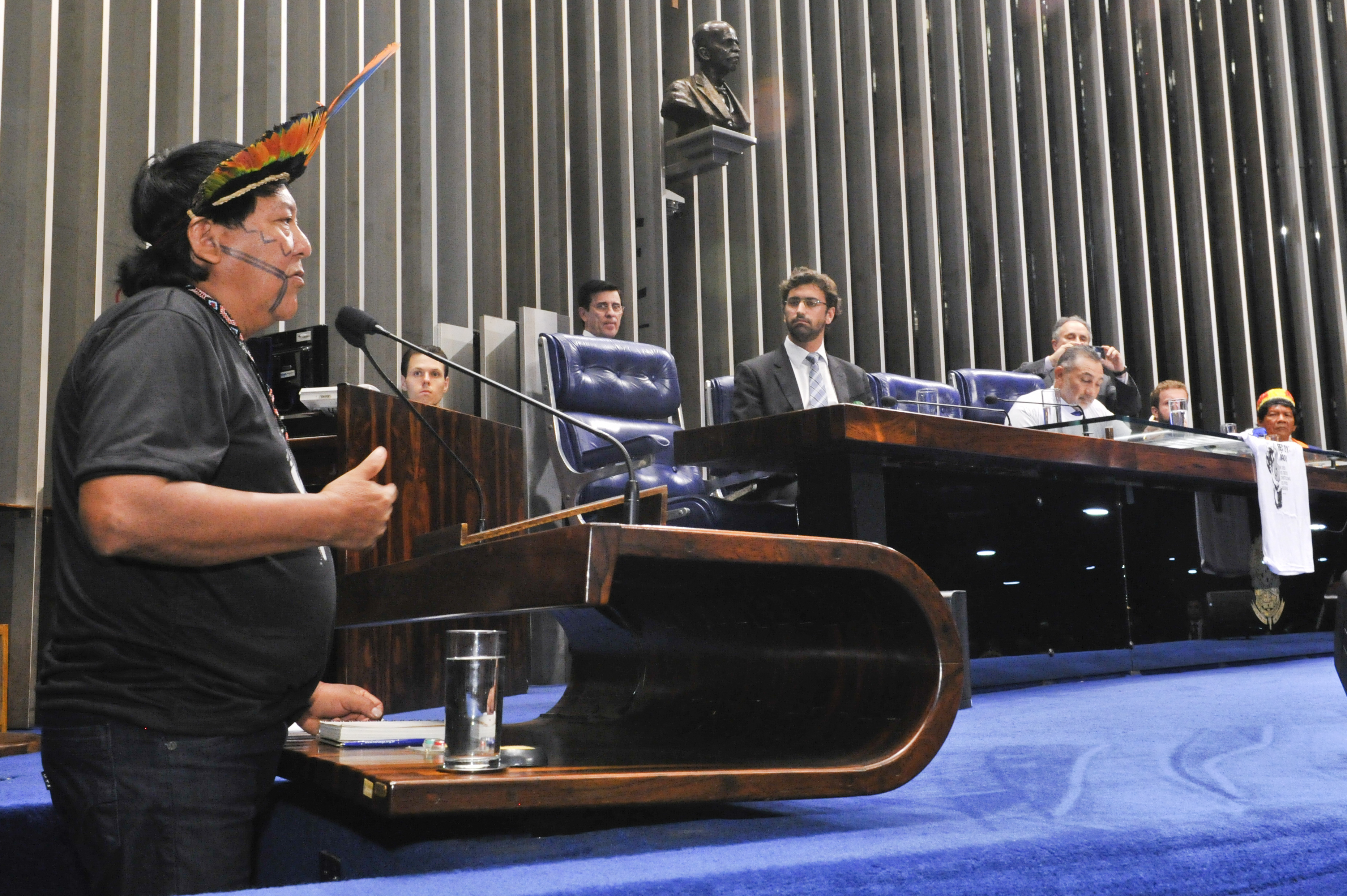
Photographie d'une séance plénière au Sénat fédéral brésilien le 16 avril 2015, lors d'une session spéciale en l'honneur des peuples autochtones précédant le « Dia do Índio » (une journée célébrant les peuples indigènes du Brésil le 19 avril de chaque année). Au premier plan sur la gauche figure Davi Kopenawa, chef indigène Yanomami.

Dans cet article, « Échange et pouvoir », Clastres affirme que toutes les chefferies indiennes sont instituées de sorte que le pouvoir du chef ne soit pas coercitif, ceci fait que les « sociétés primitives » ont longtemps paru sans politique. Pour synthétiser l'argumentation de Clastres, toute société (« primitive » et « à État ») édifie un circuit d'échanges de biens matériels et symboliques (dons et contre-dons), qui inclut aussi l'échange des femmes ; l'édification de ce circuit détermine pour chaque société, fondamentalement, l'institution politique du monde social (ou l'organisation sociale de la société) ; or, d'après Clastres, dans toutes les chefferies indiennes le chef est placé en dehors du circuit des échanges,. Il soutient que cette manière d'instituer la place du chef est une manière singulière et originale d'instituer le politique : placé en dehors de la société et ne participant pas aux échanges sociaux, le chef incarne le pouvoir politique mais il ne l'exerce pas,. En réalité, depuis cette place le chef dit et rappelle les lois de la société aux membres de la communauté qui, contrôlant ce dire et ce rappel (et ainsi : contrôlant leur chef), approuvent par là les lois de leur société édictées par les ancêtres,,. De fait, pour Clastres, c'est la société en son entièreté qui exerce le pouvoir en reconduisant perpétuellement les lois instituées lors de son édification, ; de plus, il voit dans cette manière d'instituer le pouvoir politique l'institution de l'égalité : tous les membres de la communauté (y compris le chef) sont soumis aux mêmes lois, celles de leur société,.
Pour Clastres, cette institution de la chefferie indienne montre qu'à l'instar des sociétés occidentales (et de toutes les autres sociétés de par le monde) les « sociétés primitives » (ou « sans État ») sont politiques, ; plus encore : ces sociétés ont institué le politique de façon à préserver l'égalité entre les membres de la communauté,. De cette découverte découlent plusieurs conséquences : tout d'abord, toute société humaine est politique, ce qui veut dire qu'il n'existe pas de société sans pouvoir politique, ; ensuite, cela signifie que le pouvoir politique n'est pas par essence (par nature) coercitif, il existe un pouvoir politique non coercitif ; enfin, ceci implique que la façon dont une société institue le politique entraîne la détermination de cette société (indivisée ou divisée, égalitaire ou inégalitaire),,.
Ces découvertes de l'universalité du pouvoir politique et de l'existence d'un pouvoir politique non-coercitif invitent Clastres à reconsidérer tout autrement ce pouvoir politique coercitif exercé par l'État.

#### Les origines de l’État et de l'inégalité
À la différence des « sociétés primitives » toutes les autres sociétés (quelle que soit leur organisation sociale) sont des « sociétés à État » d'après Clastres, c'est-à-dire des sociétés où est institué un pouvoir politique coercitif qui instaure la division sociale et la relation de commandement-obéissance.

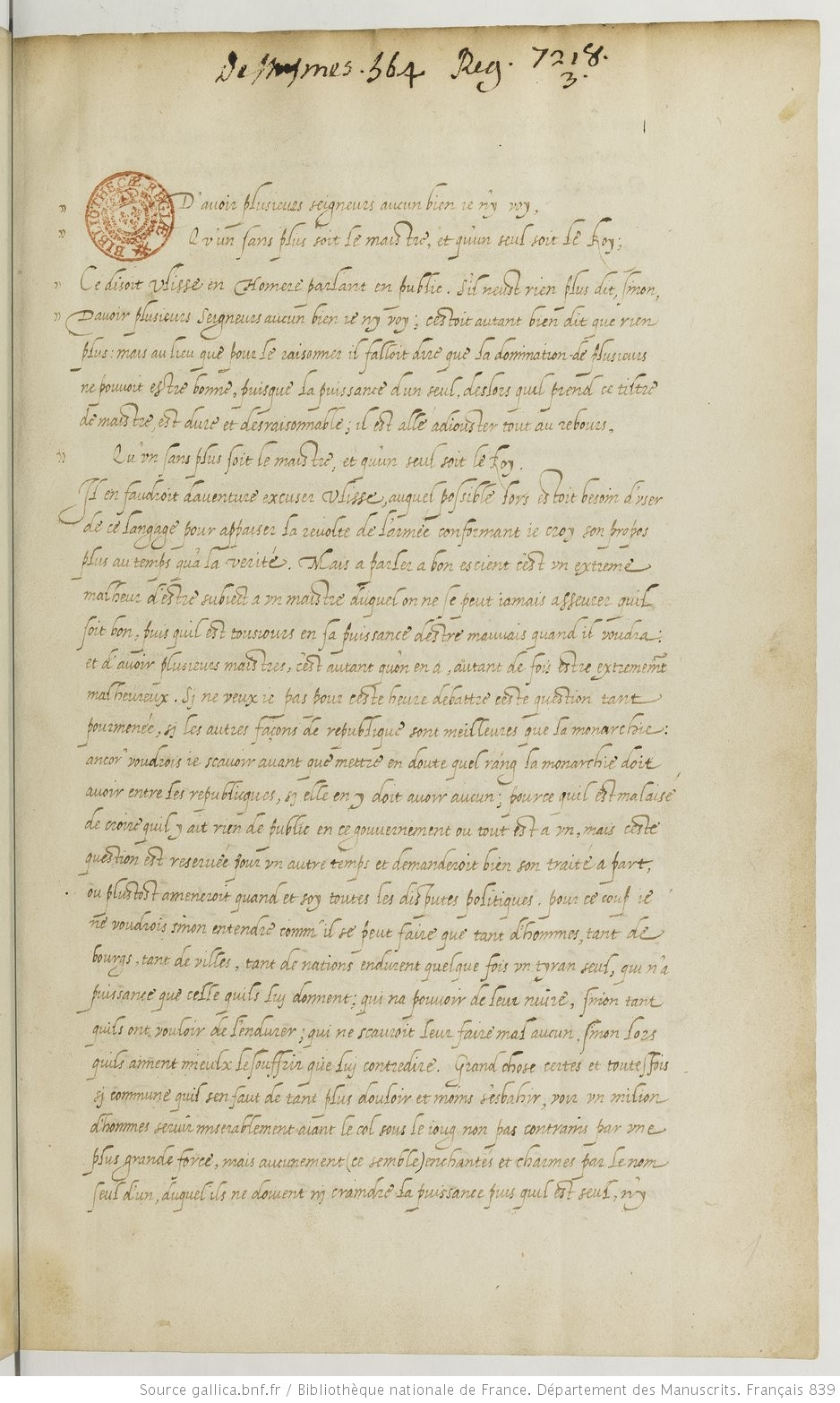
Reproduction numérique du premier folio du « Manuscrit De Mesmes » du Discours de la servitude volontaire d'Étienne de La Boétie conservé à la BnF,.

Dans La Société contre l'État (et d'autres textes), Clastres explore les conséquences de sa découverte quant à la nature de la chefferie indienne : l'État n'est pas l'unique modalité du pouvoir politique ; il n'en est qu'un des modes d'institution : celui du pouvoir politique coercitif. Clastres veut briser le discours positiviste et remettre l'État à sa juste place : il ne se situe pas à la fin d'un processus d'évolution sociale qui manifesterait un progrès dans le développement du pouvoir politique,. En réalité l'État, qui est par nature un pouvoir politique coercitif, institue l'inégalité : il instaure dans le même mouvement la division sociale et la relation de commandement-obéissance.
Cherchant à comprendre comment un pouvoir politique coercitif a pu être institué, comment l'État a pu surgir, Clastres envisage plusieurs possibilités. L'une d'entre elles pourrait être la démographie : plus une société compte de membres et plus la densité de population augmente, plus un pouvoir politique coercitif pourrait survenir,. Autre possibilité : les prophètes, qui usèrent de leur parole afin de contre-carrer la venue de la division sociale voulue par les chefs, auraient fini par travestir cette parole en pouvoir politique coercitif,. Une autre possibilité serait l'inversion de la dette : un ou plusieurs chefs auraient réussi à inverser le sens de la dette qu'ils devaient à leurs égaux ; c'est-à-dire que tandis qu'un chef dans la « société primitive » est en dette à l'égard de sa société, dans la « société à État » ceux qui obéissent doivent payer leur dette à leur chef (ou leurs dirigeants),. Enfin, dernière possibilité, à la lecture du Discours de la servitude volontaire d'Étienne de La Boétie, Clastres envisage le « malencontre », : à savoir le passage inexplicable et accidentel du pouvoir politique non coercitif au pouvoir politique coercitif ; un passage de la liberté à la servitude, qui instille le désir de servir et dénature l'être humain qui n'a plus souvenir de la liberté et, par suite, qui ne cherche plus à la reconquérir,.
Sans trouver de réponse définitive quant à l'origine de l'État,,, Clastres continue de chercher ailleurs les prodromes du pouvoir politique coercitif dans les « sociétés primitives » : la guerre et le statut des guerriers.

#### La guerre, les guerriers, le multiple
Avant que la mort n'interrompe ses recherches, Clastres s'intéresse au phénomène de la guerre et à la vie des guerriers dans les « sociétés primitives ».

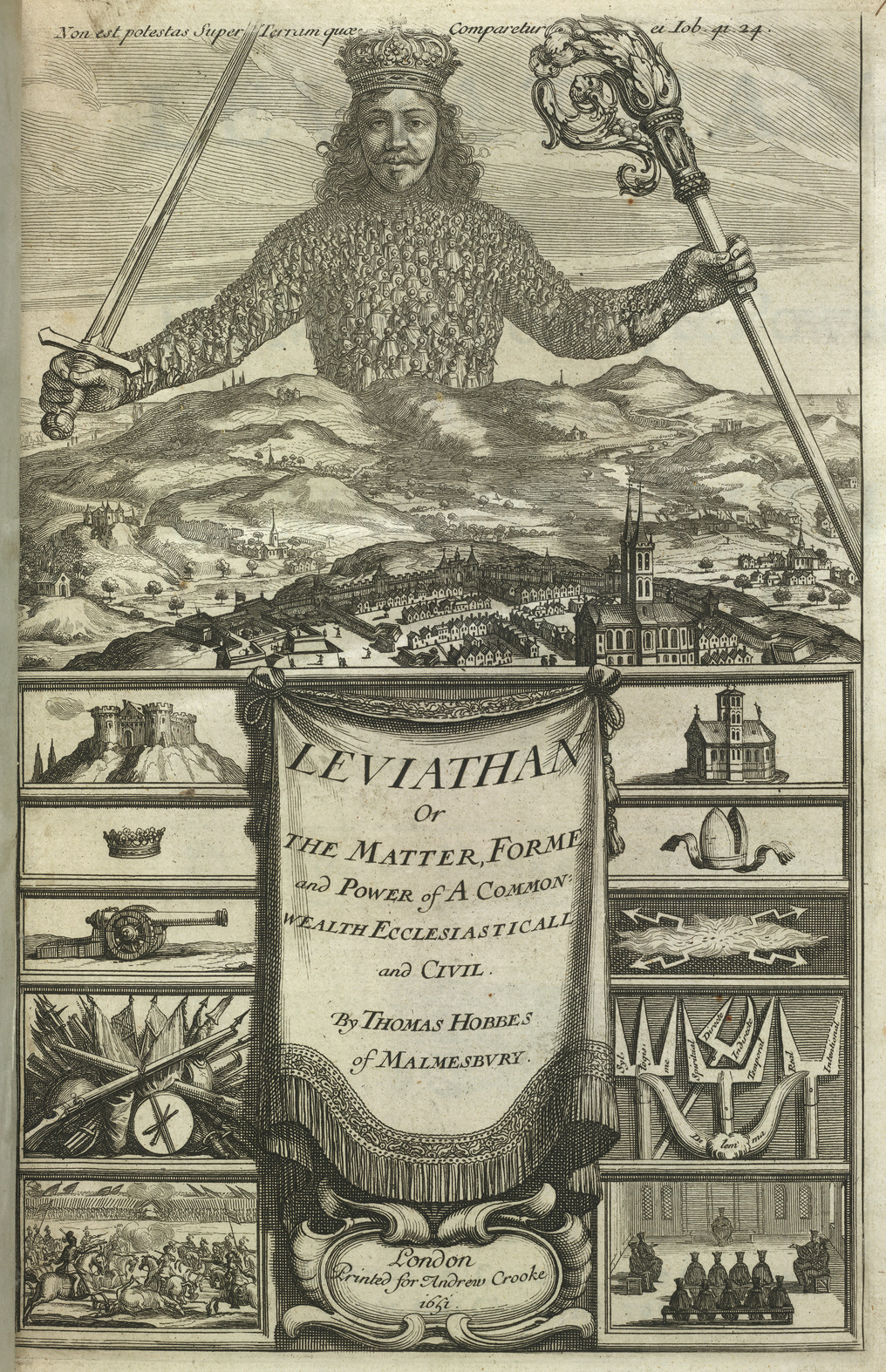
Reproduction numérique du frontispice du livre de Thomas Hobbes intitulé Léviathan (1651). Dans son article « Archéologie de la violence », Clastres critique la vision de l'état de nature théorisée par Hobbes : un état vu comme la guerre de tous contre tous.

Dans l'article « Archéologie de la violence » Clastres estime que la guerre est universelle, elle est présente dans toutes les sociétés ; cependant, dans les « sociétés primitives » la guerre diffère de celle pratiquée par les « sociétés à État »,. D'abord, dans les « sociétés primitives » chaque unité sociopolitique (chaque communauté politique) conçoit toutes les autres unités sociopolitiques comme hostiles et étrangères : identifier une communauté ennemie permet ainsi de s'affirmer en tant que communauté politique singulière,. Ensuite, pratiquer la guerre contre d'autres communautés procède d'une visée politique essentielle : les « sociétés primitives » pratiquent la guerre pour multiplier les unités sociopolitiques et, de la sorte, éviter l'unification de différentes communautés politiques sous un pouvoir politique coercitif unique (l'État),.
Après avoir observé la guerre de façon globale, Clastres s'intéresse au statut des guerriers dans l'article « Malheur du guerrier sauvage ». En premier lieu, il note que dans toutes les « sociétés primitives » l'homme est par définition un guerrier, c'est-à-dire que son destin (sa nature) est d'être un guerrier ; il n'a pas d'autre choix : la guerre est perpétuellement pratiquée par chaque unité sociopolitique contre les communautés ennemies. En second lieu Clastres soutient que les guerriers ne peuvent pas imposer leur désir de guerre et, par là, constituer un organe séparé de pouvoir : en échange de leur activité guerrière la « société primitive » leur accorde la gloire et la reconnaissance, jamais le pouvoir (il donne l'exemple de ces chefs qui partent seuls à la guerre, en quête d'une gloire éternelle obtenue dans la mort,). Néanmoins, Clastres voit dans la formation d'un groupe de guerriers l'apparition d'un organe qui, par sa constitution même, recèle la possibilité d'instituer un pouvoir politique coercitif,.
À la fin de l'article « Malheur du guerrier sauvage » publié à titre posthume, la rédaction de la revue Libre communique l'ébauche d'un plan d'ouvrage noté par Clastres : « Nature du pouvoir des chefs de guerre ; La guerre de conquête dans les sociétés primitives comme amorce possible d'un changement de la structure politique (le cas des Tupi) ; Le rôle des femmes relativement à la guerre ; La guerre d'État (les Incas). »

## Vie d'une œuvre inachevée

### Réceptions et critiques

#### La communauté anthropologique
Dans la communauté anthropologique, les travaux de Pierre Clastres sont diversement reçus ; ceci est dû au fait que ses opinions et ses prises de position sont considérées comme libertaires,, et/ou anarchistes,,. Pour synthétiser : tandis que sa remise en cause de l'État comme objet central de l'anthropologie politique est souvent saluée, ses méthodes d'analyse des sociétés des peuples premiers sont mises en doute et, par suite, ses démonstrations.
Maurice Godelier répondit aux attaques de Clastres. En 1977 il lui reproche d'opposer deux abstractions métaphysiques (l'« État »/la « Société ») et, « à l'aide de quelques faits détournés de leur sens et avec un mépris total pour tous les faits qui les contredisent », de faire croire « à un public peu informé mais légitimement intéressé, que les primitifs en leur sagesse auraient mieux compris la leçon et passé leur temps à conjurer la naissance de l'État. » En 1984 Godelier réitère ses critiques : l'État n'est pas né du « hasard de la conjugaison fatale du désir pervers de certains d'asservir et d'être servis qui rencontrait le désir des autres, plus nombreux, d'être asservis et de servir, il faut voir ailleurs que dans des images d'une prolifération cancéreuse de rapports sado-masochistes, dans cette socio-analyse bon marché, les raisons de la formation des classes et de l'État. »
En 1979 paraît un ouvrage collectif dont plusieurs contributions ciblent directement Clastres : Le sauvage à la mode. Jean-Loup Amselle accuse Clastres d'avoir fait de la « société primitive » une « essence ». Marc Augé voit dans les travaux de Clastres une sorte de « néo-évolutionnisme » et se demande comment les « sociétés primitives » pourraient-elles pressentir le pouvoir coercitif de l'État. Enfin, Jean Bazin critique la définition du pouvoir politique faite par Clastres : cette définition manque certains faits de domination (division des tâches, pouvoir de l'homme sur la femme, etc.).

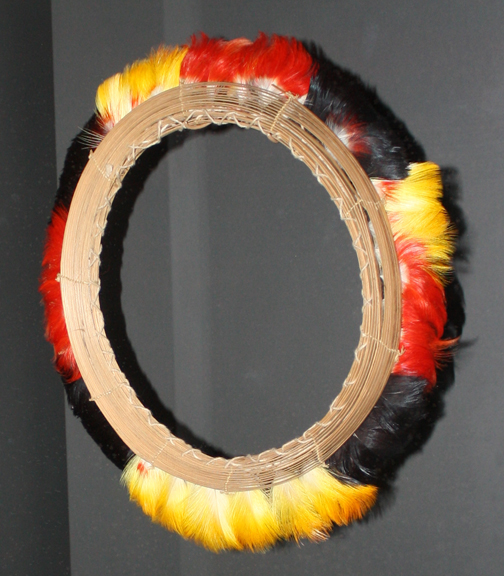
Photographie d'une coiffe masculine achuar (Équateur), conservée au Musée national des Indiens d'Amérique à Washington (États-Unis).

Dans un article paru en 1989, « Une Nouvelle anthropologie politique ? », Emmanuel Terray propose une lecture critique de l'œuvre de Clastres. Le point nodal de sa critique rejoint celui de Godelier et d'Amselle : Clastres appuie son argumentation sur des concepts qui érigent en « essence » des réalités (sociologiques, historiques, géographiques, culturelles…) beaucoup plus variées ; il s'adonne ainsi à un « véritable platonisme sociologique », procède à des généralisations abusives et tient des propos binaires et manichéens. Aussi, Terray note que Clastres ne peut rendre compte de l'origine de l'État par défaut méthodologique et que la thèse de l'universalité de la guerre est inexacte.
Lors d'un colloque consacré à « l'anti-autoritarisme en ethnologie », Christian Delacampagne et Christian Coulon sont revenus sur les travaux de Clastres. D'abord, tous deux reconnaissent que les opinions libertaires de Clastres ressortent fortement dans ses travaux,. Pour autant, Delacampagne et Coulon insistent sur le fait que Clastres est le premier anthropologue à questionner et critiquer la place occupée par l'État dans les réflexions ethnologiques et, plus largement, philosophiques et politiques,. D'autre part Coulon, tout en relevant certains angles morts, estime que la ligne directrice de l'œuvre clastrienne est de redonner aux sociétés non occidentales le « statut de sociétés à part entière ».

#### Le monde universitaire
Les recherches et les travaux de Clastres intéressent des universitaires provenant d'autres disciplines (notamment les sciences politiques), et ceux-ci discutent et critiquent ses thèses.
Pierre Birnbaum débattit avec Clastres dans un article qui reçut une réponse. Parmi les critiques que Birnbaum adresse à Clastres, il note que ce dernier emploie « les concepts de pouvoir, d'autorité et de force sans préciser leurs relations et en se servant parfois d'un terme pour un autre. » Il estime que « Clastres valorise les sociétés qui maintiennent un contrôle absolu sur leurs membres pour l'unique raison qu'elles auraient su éviter ainsi l'apparition de l'État. » Birnbaum pointe alors une contradiction : « Voilà, en effet, une étrange démocratie dans laquelle les hommes sont protégés de l'État mais ne participent en rien à l'élaboration de leurs propres lois. Le refus de l'État, c'est donc aussi la soumission complète, l'impossibilité de toute remise en question de l'ordre établi, la fin de toute innovation sociale par laquelle se révèle la liberté des hommes. »

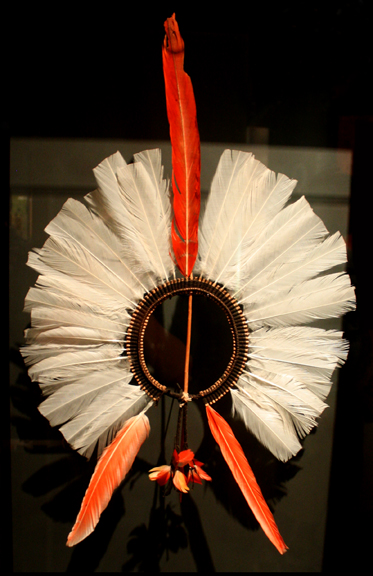
Photographie d'une coiffe masculine kayapo (Brésil), conservée au Musée national des Indiens d'Amérique à Washington (États-Unis).

François Châtelet discute les critiques de Birnbaum et Jean-William Lapierre car, d'après lui, elles manquent leur cible. Selon Châtelet Clastres « montre que contrairement aux lieux communs évolutionnistes, linéaires ou dialectiques, progressistes ou regressistes, la primitivité n'est ni un commencement, ni une origine, ni un degré zéro, qu'elle a à être pensée pour ce qu'elle est (et non ce qu'elle a à devenir), et que l'État n'est pas la forme normale de la société en route vers la plénitude, qu'il n'est pas nécessaire et qu'il n'est qu'un état (avec une minuscule) parmi d'autres possibles…. » Aussi est-ce pourquoi : « S'il arrive que cette expérience fournisse quelque leçon, qu'elle nous éclaire sur ce que nous sommes, c'est toujours par surcroît. »
Claire Michard et Claudine Ribery attirent l'attention sur le fait que Clastres fait partie de ces auteurs qui reconduisent des « représentations idéologiques » sexistes, alors que son travail est reconnu « comme étant à visée objective ». Dans leur étude du texte « L'arc et le panier » (repris dans la Chronique des Indiens Guayaki), Michard et Ribery remarque que le « groupe des femmes n'est […] pas posé de manière autonome, ainsi que l'est le groupe des hommes. » Dans son texte, Clastres pose le groupe des hommes comme terme opératoire de la comparaison entre les femmes et les hommes guayakis ; ceci implique que « le groupe des femmes est posé comme deux fois subordonné au groupe des hommes » : comme groupe des femmes et comme épouses. Pour Michard et Ribery, ce biais méthodologique entraîne le sophisme suivant : tandis que « les hommes sont ce qu'ils font et se font être », « les femmes sont ce qu'elles sont et ce sont les autres qu'elles-mêmes qui les font (mères, épouses) ».

#### La place publique
Enfin, les thèses de Clastres sont aussi examinées et débattues  en dehors de l'université et au-delà du cercle des spécialistes, c'est-à-dire dans l'espace public.
En 1990, la Revue du MAUSS publia deux numéros consacrés à la démocratie,. Dans la présentation de ces dossiers, Alain Caillé remarque que les débats autour de la démocratie tendent à limiter son existence soit à l'« archétype » de la démocratie athénienne, soit à la modernité européenne. Pourtant, rappelant que « Clastres voyait dans la marque sauvage des corps le souci d'affirmer l'égalité devant la loi commune et d'interdire l'appropriation individuelle du pouvoir de contraindre et de produire la loi », Caillé estime que ces recherches pourraient mettre au jour une « naturalité » et une « universalité » de la démocratie et, par suite, cela permettrait de « faire fond sur l'idéal démocratique ».
Dans Les théories du pouvoir, Jacqueline Russ propose une histoire et une analyse de la notion de pouvoir. Lorsqu'elle aborde la conception du pouvoir proposée par Clastres, elle signale ceci : « Les sociétés humaines qui se sont passées d'État n'en ont pas moins développé une coercition ou une contrainte diffuse. » Russ soutient contre Clastres que tout « chef, même éphémère, possède une autorité et une puissance limitées » ; de la sorte : « au sein de ces sociétés sans État, les notions de d'autorité et de coercition apparaissent. S'il existe des sociétés étrangères à l'institution d'un pouvoir politique fonctionnant au-dessus de la société, elles n'ignorent pas nécessairement une domination politique diluée ou éclatée. »

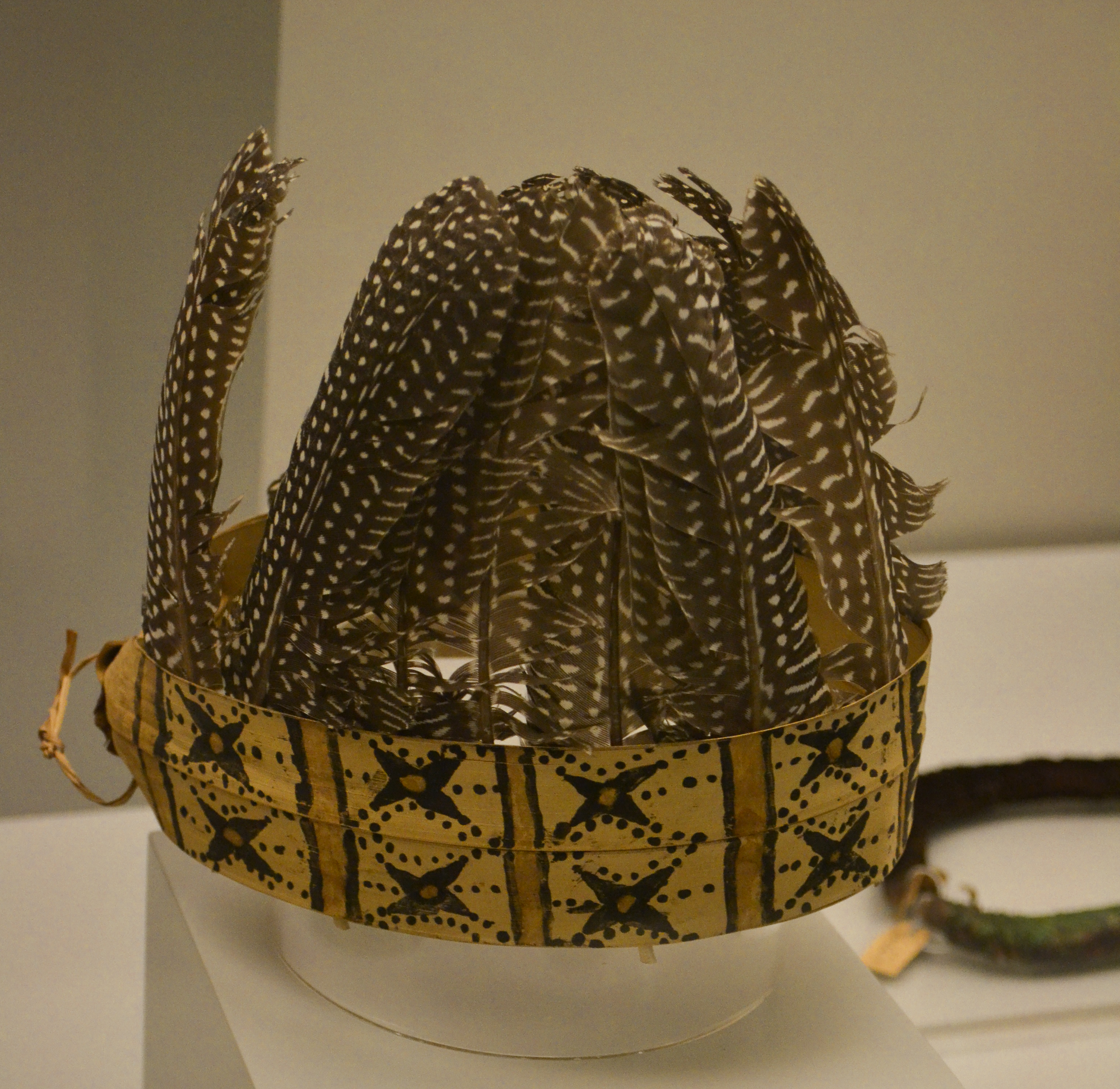
Photographie d'une coiffe masculine carajás (Brésil), conservée au Musée de l'Amérique à Madrid (Espagne).

Dans un article où Samuel Moyn étudie l'apport de Clastres à la pensée politique française, il soutient que la « haine exagérée et monomaniaque » que Clastres voue à l'État est due à son assimilation de l'institution « État » au totalitarisme. Autrement, Moyn aperçoit une conséquence inattendue (et involontaire) dans l'insistance de Clastres à vouloir séparer l'« État » de la « Société » :  son œuvre « joua un rôle important dans l'essor de la théorie contemporaine de l'importance de la société civile. » Précisément : Clastres a contribué à faire naître la croyance que la démocratie est d'abord l'affaire de société civile et, par suite, il a passé sous silence « le rôle nécessaire de l'État dans le développement et la promotion d'une société civile libre et dynamique. »
Pour finir ce bref tour d'horizon, la contribution de Clastres aux mouvements anarchiste et libertaire est toujours discutée. Édouard Jourdain compte Clastres au nombre des anarchistes car il « affichait clairement ses positions politiques antiautoritaires » et « ne cess[ait] de pointer les mutations de l'appareil coercitif d'État tout en mettant en garde contre ses dangers ». De son côté, Philippe Pelletier rappelle que Clastres « n'est pas le premier à avoir expulsé l'État de sa centralité dans l'anthropologie ou la philosophie politique » : Élisée Reclus et Pierre Kropotkine y avaient déjà pensé. De leur côté, Marcel Gauchet et Anne Kupiec avancent que Clastres ne souhaitait pas contribuer à l'anarchisme,. Kupiec ajoute : « ce à quoi invite P. Clastres, et qui n'apparaît guère dans la pensée de l'anarchisme, c'est à penser le pouvoir politique comme universel immanent au social en considérant que le pouvoir politique comme coercition n'est pas le modèle du pouvoir vrai, mais simplement un cas particulier. »

### Influence

#### Les comparses philosophes
L'influence des travaux de Pierre Clastres est d'abord perceptible dans les œuvres des philosophes qu'il a côtoyés durant des années, ses comparses de la revue Libre : Claude Lefort et Marcel Gauchet.

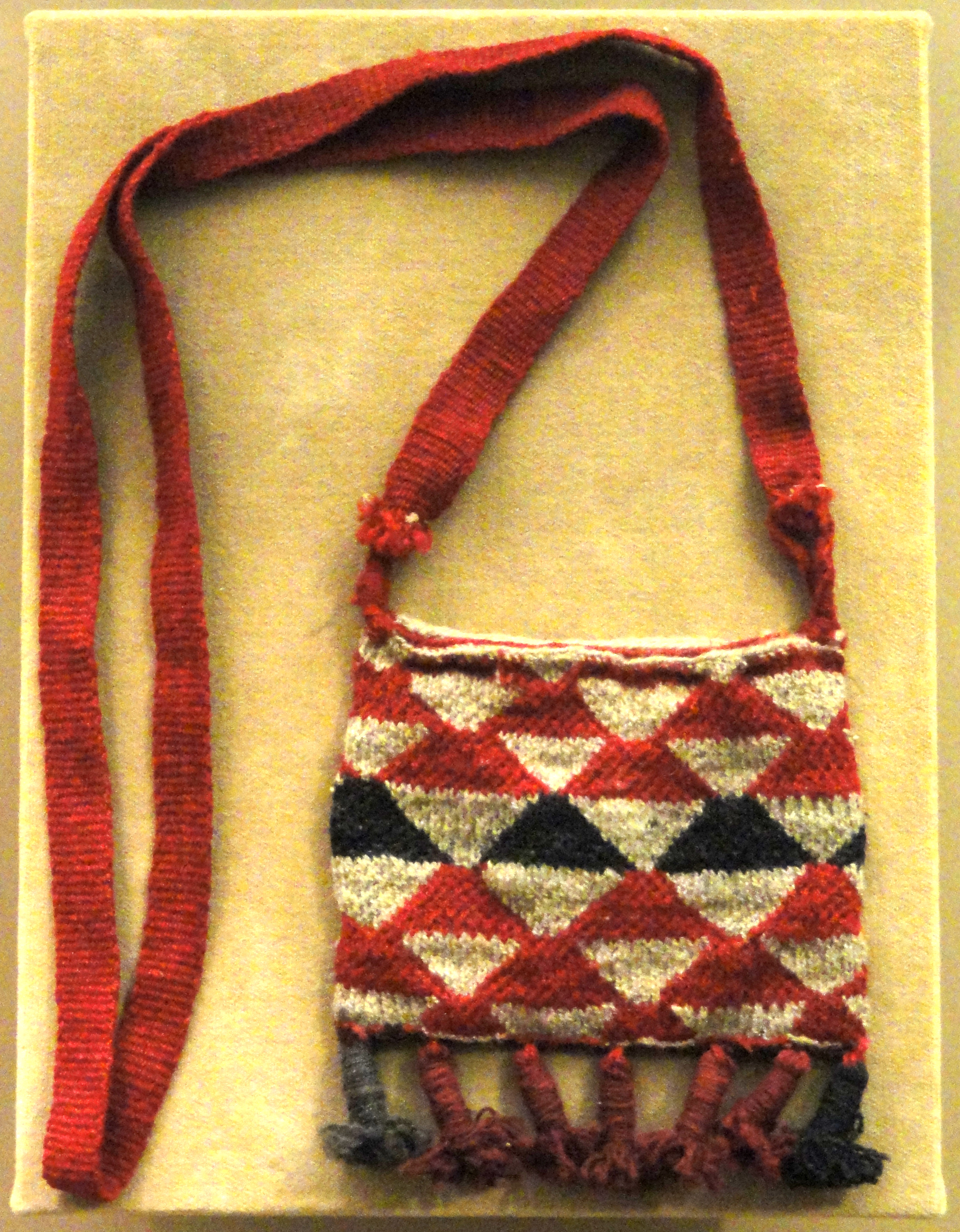
Photographie d'un sac en textile chulupi (Paraguay), conservé au Musée américain d'histoire naturelle à New York (États-Unis).

Plusieurs fois Marcel Gauchet reconnut l'importance de Clastres pour son travail, comme lors d'un entretien avec Sylvain Piron ou dans l'introduction à un recueil de textes : « Le coup de génie de Clastres a été de substituer le point de vue dynamique de l'opposition au point de vue naïf de la privation. Ces sociétés ne sont pas dépourvues d'État ; elles sont agencées contre le surgissement de l'État. » Dans son livre Le désenchantement du monde, Gauchet reformule à sa façon la thèse de Clastres : c'est « du point de vue de la politique contenue dans la religion primitive que prend tout son sens la notion introduite par Pierre Clastres de société contre l'État. Entendons derrière l'expression : une société où la soustraction religieuse du principe instaurateur prévient et désarme la séparation d'une autorité légitimante et coercitive. Étant d'autre part entendu qu'elle porte en elle au titre de virtualité structurale pareille scission politique — et que cette virtualité est à la source de la réflexivité impersonnelle à l'œuvre dans le choix religieux qui la désamorce et la recouvre. »
Claude Lefort reconnut l'influence de Clastres lors du colloque de 1982 consacré à l'anthropologue,, il écrit : « Aussi bien Clastres m'apparut-il, […], comme cet anthropologue que j'appelais de mes vœux, qui, à partir d'une connaissance intime des sociétés sauvages […], renversait les évidences de l'évolutionnisme et décelait les insuffisances du structuralisme. » Et il ajoute plus loin : « les analyses de Clastres m'incitèrent à approfondir ma réflexion sur le politique. » Bien qu'ils partagent nombre d'« affinités » Lefort discute certaines thèses de Clastres, notamment celles avancées dans le texte sur Étienne de La Boétie : « me semblent injustifiables ces quatre propositions : celle que les régimes des sociétés étatiques se distinguent par le seul degré dans l'oppression exercée ou l'intensité de la servitude ; celle que les effets du malencontre ne cessent de s'amplifier ; celle que la nature de l'État se résume à l'exercice de la coercition ; enfin celle que la vie sociale, là où existe l'État, est tout entière sous son emprise. »

#### Des ethnologues sud-américains
Clastres n'a pas fait école et n'a pas eu de disciples,, néanmoins une génération d'ethnologues sud-américains trouve dans ses travaux des intuitions et des pistes à poursuivre ou à rectifier, d'autres à abandonner.

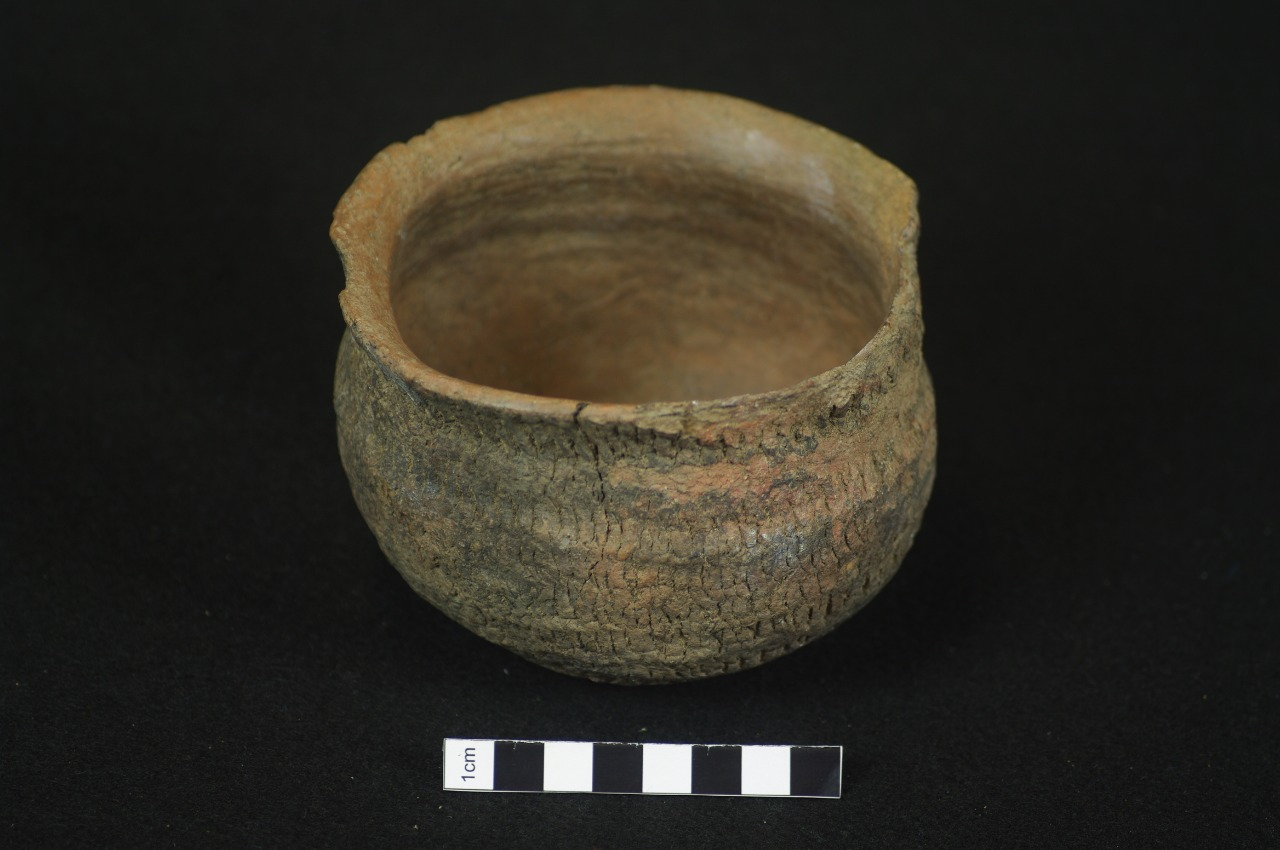
Photographie d'une céramique guarani (Brésil), découverte par le GRUPEP-Arqueologia basé à Tubarão (Brésil).

Eduardo Viveiros de Castro rédigea une introduction à la traduction anglaise du recueil Recherches d'anthropologie politique. Dans celle-ci, outre différentes critiques, Viveiros de Castro affirme qu'une dimension de l'œuvre de Clastres reste prisonnière du passé : « sa conception assez exclusiviste du socius. La société primitive est un projet constitutivement humain ; la politique de Clastres est une politique strictement intraspécifique. » Cependant, il juge que sa dimension philosophique reste pertinente : « cette œuvre consiste, avant tout, à une intervention dans le champ de l'anthropologie sociale amérindienne, intervention qui est venue féconder la philosophie occidentale avec l'apport de la pensée des sauvages, ouvrant la possibilité d'un authentique devenir-Indien du concept. »
Dans leur « Préface » à la traduction brésilienne de La Société contre l'État, Tânia Stolze Lima et Marcio Goldman pointent les limites de l'argumentation de Clastres quant à la pratique de l'exogamie locale comme « règle mécanique associée à une règle mécanique de résidence ». Néanmoins, ils estiment que Clastres a vu juste sur un autre point : « Affirmer que les sociétés indigènes de l'Amérique du Sud tropicale sont des sociétés contre l'État n'est pas pécher par romantisme, volontarisme, métaphysique ou idéalismes philosophiques. Bien au contraire, c'est peut-être construire une anthropologie politique spécifique. »

#### L'anthropologie anarchiste
L'anthropologie anarchiste est « une branche de l’anthropologie politique qui s’intéresse spécifiquement aux sociétés sans État »,. Clastres est considéré comme l'un des plus fameux représentants de cette branche au côté de David Graeber et James C. Scott.
Dans son livre Pour une anthropologie anarchiste, David Graeber reconnaît en Clastres « l'un des rares anthropologues ouvertement anarchistes de mémoire récente ». Avec David Wengrow, ils discutent des limites de sa thèse du chef sans pouvoir dans Au commencement était…. Toutefois, il voit en Clastres « un romantique naïf » et se demande comment la pratique du « viol collectif » dans les sociétés amazoniennes a pu lui échapper.
Dans son livre Zomia ou l'Art de ne pas être gouverné, James C. Scott estime avoir une dette envers Clastres : son « interprétation audacieuse des peuples autochtones cherchant à fuir l'État et à empêcher son action dans l'Amérique du Sud postérieure à la conquête dans La Société contre l'État a pris, à la lumière des éléments rassemblés par la suite, une allure divinatoire. » Ainsi, il le gratifie d'avoir montré que divers peuples autochtones mettent en œuvre des stratégies pour échapper à l'État.
Dans son livre Anarchisme et anthropologie, Alberto Giovanni Biuso entend donner un nouvel élan à l'anarchisme. Bien qu'il discerne des limites anthropocentriques dans les thèses de Clastres, il estime que sa contribution ethnologique est fondamentale : « en particulier pour son explication claire de la Différence. La différence entre le pouvoir et l'État, entre la guerre et la domination, entre les sociétés indivisées et les sociétés construites sur l'Un. »
Enfin, dans son livre L'Ordre contre l'Harmonie, Charles Macdonald récuse avoir été influencé par Clastres. Pour autant, il identifie dans les recherches de Clastres sur les communautés de la forêt tropicale une tentative pour « donner un statut » à des communautés que lui, Macdonald, nomme « anarcho-grégaires ».

### Postérité

#### Clastres en colloques
L'œuvre de Pierre Clastres est parfois discutée à l'occasion de colloques portant sur l'anthropologie ou la politique. Depuis sa disparition, trois colloques furent spécifiquement consacrés à ses travaux en France.

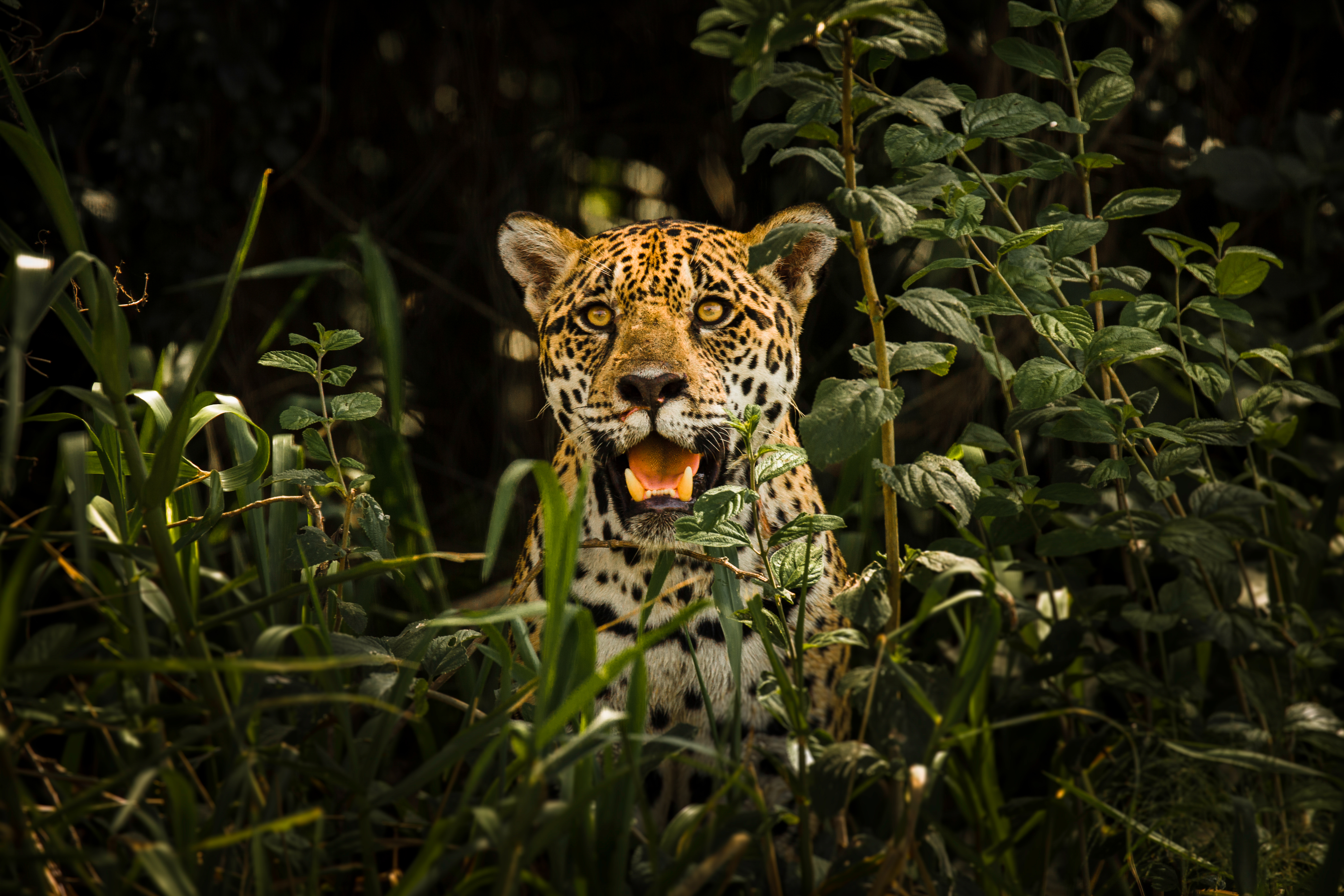
Portrait d'un jaguar, photographié dans le parc national du Pantanal Matogrossense dans l'État du Mato Grosso (Brésil).

Miguel Abensour, proche de Clastres et « principal promoteur » de ses idées, organisa deux colloques consacrés à son œuvre. En mai 1982 il initia deux journées d'études intitulées « À partir de l'œuvre de Pierre Clastres : anthropologie et politique »,, dont les interventions furent publiées en 1987 dans le livre L'Esprit des lois sauvages. Pierre Clastres ou une nouvelle anthropologie politique. En novembre 2009, avec Anne Kupiec, Abensour anima un colloque intitulé « Pierre Clastres et Nous. La révolution copernicienne et la question de l'État » ; certaines interventions de ce colloque furent réunies en 2011 dans un cahier Pierre Clastres,, auquel furent incluses ces traductions : la « Préface » de Bento Prado Junior à l'édition brésilienne du recueil de textes de Clastres Arqueologia da violência, la « Préface » de Tânia Stoize Lima & Marcio Goldman à A Sociedade contra o Estado et l'« Introduction » de Paul Auster à Chronicle of the Guayaki Indians.
Le 25  et le 26 octobre 2017 à l'Institut mémoires de l'édition contemporaine (IMEC),, Pierre-Alexandre Delorme et Clément Poutot organisèrent un colloque consacré à Clastres : « Pierre Clastres. D’une ethnologie de terrain à une anthropologie du pouvoir ». Certaines interventions de ce colloque furent réunies dans l'ouvrage Clastres. Une politique de l'anthropologie,.
En 2022, au Collège de France, un colloque fut organisé pour tenter de réévaluer l'héritage de Pierre Clastres au regard de l'évolution des connaissance en anthropologie. Certaines interventions de ce colloque furent réunies dans un numéro de la revue des Cahiers d'anthropologie sociale intitulé Pierre Clastres, en héritage.

#### Usages de Clastres
Nombre d'auteurs mobilisent les travaux de Clastres dans des recherches qui dépassent non seulement le cadre des disciplines ethnologique et anthropologique (la philosophie, la science politique ou le droit), mais aussi le cadre de réflexion de Clastres lui-même.
Jean-Claude Monod fait appel aux travaux de Clastres dans son livre sur le charisme du chef démocratique pour la raison suivante : « Cette image des chefs sans pouvoir peut-elle intéresser une pensée politique de la démocratie ? » Pour Monod il n'y a rien « qui puisse être directement transposé, aucune leçon politique directe pour nos sociétés » dans cette institution de la chefferie. Cependant, il retient un point qui permettrait de concevoir autrement les rapports entre les citoyens et leur chef d'État : « On trouve en effet, dans cette organisation politique amazonienne, un rappel constant aux chefs de ce fait fondamental : le pouvoir vrai se trouve non en eux, mais dans la société. Une fois bien conscients de cette condition, oui, ils peuvent parler. »

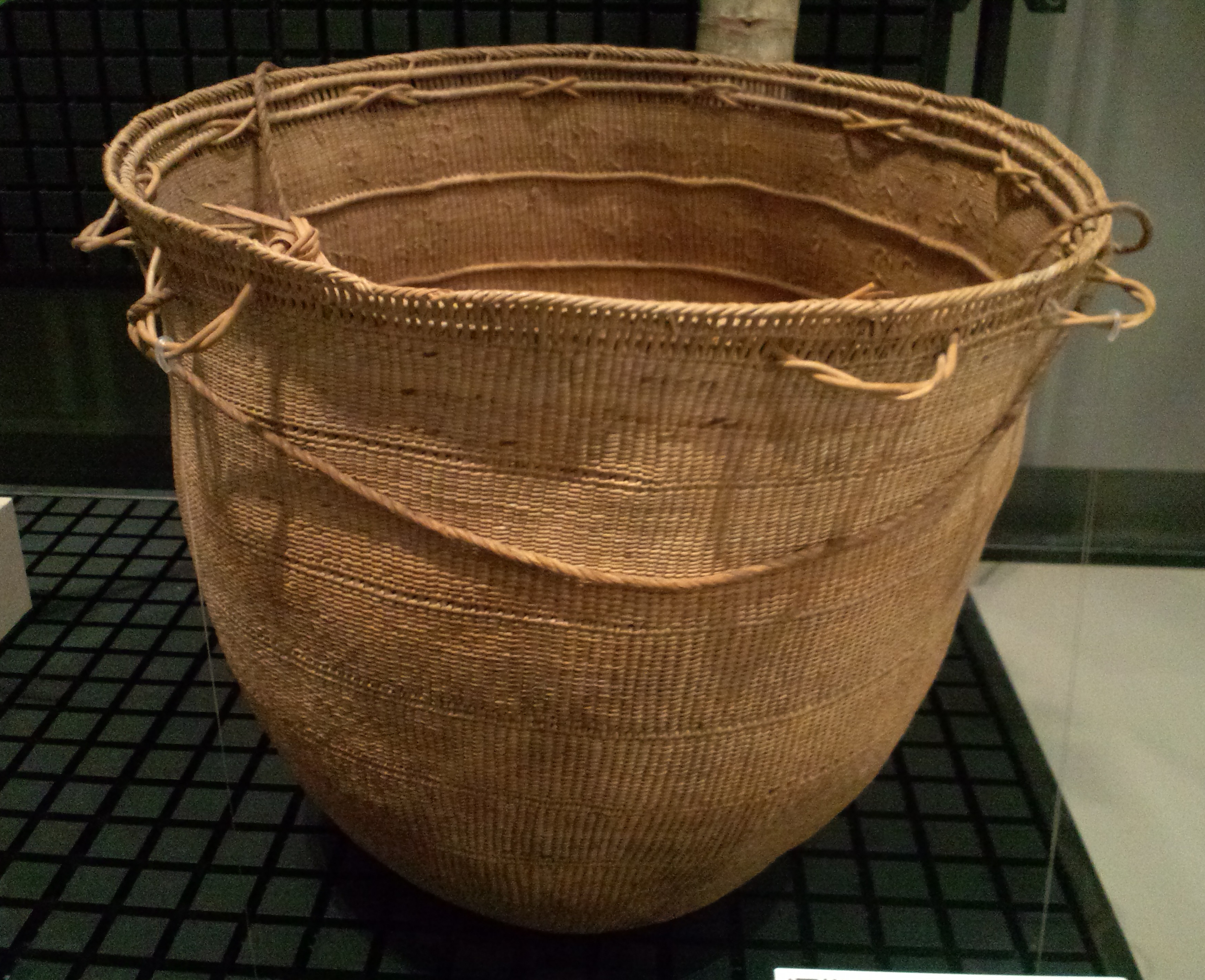
Photographie d'un panier yanomami (Venezuela), conservé au Musée national d'ethnologie du Japon (situé à Suita).

Arash Joudaki consacre un ouvrage à Jacques Rancière dans lequel il compare sa pensée politique à celles de Marcel Gauchet, Claude Lefort et Clastres. Confrontant Rancière à Clastres, Joudaki estime que les analyses de ce dernier aboutissent à un constat décevant : « les Indiens refusent d'obéir parce que l'intention sociale a d'avance décidé qu'ils ne doivent pas obéir. » En revanche, dans ses travaux, Rancière met au jour l'action consciente des sujets politiques : « Ces sujets mettent en pratique leur capacité d'énonciation à formuler les termes d'une question concernant les choses communes. Dans ce sens, la démocratie en tant que pouvoir du peuple signifie le pouvoir propre à ceux qui n'ont pas plus de titre à gouverner qu'à être gouvernés. Ce pouvoir est à la base de n'importe quel forme de pouvoir et de gouvernement. »
Christian Ferrié entend apporter « un éclairage psychanalytique des processus sociologiques et des mouvements politiques » repérés par Clastres. Ferrié avance que « le désir d'égalité comme pulsion même de la vie politique [serait] à l'origine du mouvement originaire du politique. » Plus même, il soutient que cette pulsion d'égalité « serait, de tout temps et en tout lieu (politique), le ressort inconscient de tous les mouvements politiques qui s'engagent pour l'égalité ou, plus exactement, pour l'égalisation des conditions sociopolitiques d'existence au sein des sociétés divisées. » Enfin, d'après Ferrié, voici la vraie nature de toute communauté politique : « Anti-patriarcale et an-archique en sa tendance originaire, la communauté politique des êtres humains serait, par essence, régie par la loi primitive de l'égalité qui s'efforce de réprimer le désir d'inégalité en contrôlant tout particulièrement les chefs (de guerre). »

#### Clastres à distance (brève histoire d'une réception critique)
Les réceptions et les critiques des recherches et des travaux de Clastres sont variées (voir ci-avant). Nonobstant, au fil du temps deux tendances s'amplifient distinctement : ses études ethnographiques sont délaissées, ses thèses politiques sont mobilisées,,.

Portrait photographique d'un homme Chulupi réalisé lors de l'expédition Hernmarck en 1908-1909, à laquelle participa Erland Nordenskiöld (la photographie est conservée au Musée des cultures du monde à Göteborg, en Suède).

Chronique des Indiens Guayaki fut le premier ouvrage publié de Clastres, et son premier succès critique. Toutefois, à distance, Clifford Geertz juge cet ouvrage méthodologiquement daté et le cadre conceptuel de Clastres romantique. Alban Bensa reproche à Clastres d'hypostasier les pensées et les paroles ainsi que les faits et gestes des Guayaki et, par là, d'étudier une abstraction (faisant des Guayaki une communauté qui n'est plus maître de son destin, mais seulement la représentante d'un passé révolu). De même, les études ethnographiques réunies dans La Société contre l'État ont été rangées par les ethnologues « dans le cabinet des curiosités anthropologiques »,. Ainsi, pour Olivier Allard, si les expériences de Clastres « lui fournissent des exemples pour étayer son argumentation, […], elles relèvent finalement plus de l’activité d’un explorateur ou d’un voyageur éclairé que de celle d’un ethnologue professionnel. »  Et il ajoute : « à la question de départ : Faut-il encore lire Clastres aujourd’hui ?, je répondrai que, pour un ethnologue, ce n’est finalement pas nécessaire ».
A contrario, les thèses politiques avancées par Clastres continuent d'être actualisées. Durant les années 1970-80, ces thèses intéressaient des auteurs aussi différents que Michel Foucault, Jean-William Lapierre, Fernand Deligny, Jean-François Lyotard, Joseph Pestieau, José Gil ou François Masnata. Depuis les années 2000, ces thèses reviennent en grâce dans les « milieux politiques radicaux », « une partie de la gauche libertaire » et chez des philosophes comme Jean-Claude Monod, Arash Joudaki et Christian Ferrié dont les travaux portent sur la politique. Pour finir, certains anthropologues considèrent que les réflexions de Clastres sur la politique sont encore stimulantes. Marc Abélès rappelle ceci : « Ce qui est intéressant chez P. Clastres, c'est qu'il restitue assez finement l'aspect négatif dans les pratiques politiques ». Quant à Eduardo Viveiros de Castro, il déclare : « Ce serait un exercice puéril que d'envisager l'œuvre de Clastres, ou n'importe quelle autre étude anthropologique, comme un manuel de science politique à l'usage de la société contemporaine. » Pour autant, précise-t-il dans un autre texte : « Société-contre-l'État, en somme, est un concept qui désigne un régime d'intensité ou un fonctionnement virtuel omniprésent, dont il revient à l'anthropologie de déterminer empiriquement ses conditions variables d'extensivisation et d'actualisation. »

## Œuvres

### Articles
- Pierre Clastres, « Échange et pouvoir : philosophie de la chefferie indienne », L'Homme, vol. II, no 1,‎ 1962, p. 51-65 (lire en ligne )
- Pierre Clastres, « L'arc et le panier », L'Homme, vol. VI, no 2,‎ 1966b, p. 13-31 (lire en ligne )
- Pierre Clastres, « De quoi rient les Indiens ? », Les Temps modernes, no 253,‎ 1967c, p. 2179-2198 (lire en ligne )
- Pierre Clastres, « Copernic et les sauvages », Critique, no 270,‎ 1969c, p. 1000-1015 (lire en ligne)
- Pierre Clastres, « La question du pouvoir dans les sociétés primitives », Interrogations, no 7, juin,‎ 1976a, p. 3-8 (lire en ligne  [PDF])
- Pierre Clastres, « Liberté, Malencontre, Innommable », dans Étienne de La Boétie, Discours de la Servitude volontaire, Paris, Payot, coll. « Critique de la politique », 1976c, p. 229-246
- Pierre Clastres, « Le retour des Lumières », Revue française de science politique, no 1,‎ 1977a (lire en ligne )
- Pierre Clastres, « Archéologie de la violence : la guerre dans les sociétés primitives », Libre, no 1,‎ 1977b, p. 137-173
- Pierre Clastres, « Malheur du guerrier sauvage », Libre, no 2,‎ 1977c, p. 69-109
- Pierre Clastres, « Les marxistes et leur anthropologie », Libre, no 3,‎ 1978, p. 135-149

### Entretiens
- Pierre Clastres et Gilles Anquetil, « Questions d'ethnologie : Entretien avec Pierre Clastres », Les Nouvelles littéraires, no 2 378 (du 23 au 29 avril),‎ 1973, p. 6
- Pierre Clastres et L'Anti-mythes, « Entretien avec Pierre Clastres (14 décembre 1974) », L'Anti-mythes, no 9,‎ mars 1975, p. 1-26 (lire en ligne [PDF])
- Marie-Ange Garrandeau, « Voix singulières de Terre Humaine : Pierre Clastres (17 août 2005) » [MP3], sur Revue du MAUSS permanente [en ligne], 6 novembre 2007 (consulté le 5 mars 2022)

### Ouvrages
- Pierre Clastres, Chronique des Indiens Guayaki : Ce que savent les Aché, chasseurs nomades du Paraguay, Paris, Pocket, coll. « Terre Humaine Poche », 1991 (1re éd. 1972)
- Pierre Clastres, La Société contre l'État : Recherches d’anthropologie politique, Paris, Éditions de minuit, coll. « Reprise », 2011a (1re éd. 1974), « lire en ligne »
- Pierre Clastres, Le Grand Parler : Mythes et chants sacrés des Indiens Guarani, Paris, Seuil, 2011b (1re éd. 1974)
- Pierre Clastres, Entretien avec l'Anti-mythes, 1974, Paris, Sens & Tonka, 2012a (1re publication de l'entretien 1975)
- Pierre Clastres, Recherches d'anthropologie politique, Paris, Seuil, 2012b (1re éd. 1980)
- Pierre Clastres, Mythologie des Indiens Chulupi, Louvain-Paris, Peeters, coll. « Bibliothèque de l'École des hautes études », 1992
- Pierre Clastres, Archéologie de la violence : La guerre dans les sociétés primitives, La Tour-d'Aigues, L'Aube, coll. « Mikrós Essais », 2024 (1re éd. 1997)